# Berserk: Millennium Falcon Hen Seima Senki no Shō
Berserk: Millennium Falcon Hen Seima Senki no Shō (ベルセルク 千年帝国の鷹篇 聖魔戦記の章 Beruseruku Mireniamu Farukon Hen Seima Senki no Shō?) es el segundo videojuego basado en el manga Berserk. Fue lanzado al mercado por Sammy Corporation en Japón para PlayStation 2 el 7 de octubre del 2004. Sammy licenció el juego para YBM-Sisa para desarrollar una versión Coreana, la cual se lanzó al mercado la misma fecha.
Su predecesor, Sword of the Berserk: Guts' Rage, salió para Dreamcast en el año 1999. Ambos videojuegos de Berserk fueron desarrollados por la empresa japonesa Yuke's.

## Gameplay
La historia del juego cubre el arco de Millennium Falcon del manga que está entre los tomos 22 al 27. Los modelos son mucho más detallados, lo que visiblemente lo hace más sofisticado que la versión de Dreamcast. Los mapas igualmente son mucho más grandes que el primer juego. Se usó la técnica de la captura de movimiento para darle realismo a los movimientos del personaje. Las voces del juego fueron hechas con los mismos actores que participaron en el anime original.

## Banda sonora
La banda sonora conocido como Berserk Millennium Falcon Arc: Chapter of the Holy Demon War original soundtrack (ベルセルク 千年帝国の鷹篇 魔戦記の章~ Original Game Soundtrack?) fue lanzado el 25 de noviembre de 2004 en Japón por Vap y ULF Records. Susumu Hirasawa, quien estuvo a cargo de la música del juego de Dreamcast y del anime, compuso el tema Sign que fue usado en el opening y Sign-2, una versión alternativa de Sign, usada en el final del juego. Ambos temas fueron publicados por la compañía Chaos Union de Hirasawa, pudiéndose descargar en la plataforma Hirasawa's World cell MP3 Online Shop por 4 dólares americanos el 20 de diciembre del 2004. Los temas de Hirasawa se volvieron a lanzar en el box set HALDYN DOME, y se agregaron a un CD junto a la banda sonora del anime y la de Sword of the Berserk: Guts' Rage. El resto de la banda sonora del videojuego fue creado por los compositores de Sound Ams Shinya Chikamori, Hiroshi Watanabe, Yasushi Hasegawa y Tomoyo Nishimoto.
| Tracks (60:00) |                          |                                     |          |  |
| N.º            | Título                   | Artista(s)                          | Duración |  |
| 1.             | «Sign»                   | Susumu Hirasawa                     | 4:10     |  |
| 2.             | «All beginnings»         | Shinya Chikamori & Hiroshi Watanabe | 1:15     |  |
| 3.             | «Theme»                  | Yasushi Hasegawa                    | 1:15     |  |
| 4.             | «Riot»                   | Shinya Chikamori                    | 3:10     |  |
| 5.             | «Cold Snow»              | Yasushi Hasegawa                    | 2:29     |  |
| 6.             | «Beast»                  | Yasushi Hasegawa                    | 2:46     |  |
| 7.             | «Hawk Soldiers»          | Hiroshi Watanabe                    | 3:14     |  |
| 8.             | «Funny March»            | Hiroshi Watanabe & Tomoyo Nishimoto | 0:57     |  |
| 9.             | «Dusky Battlefield»      | Tomoyo Nishimoto                    | 1:55     |  |
| 10.            | «Spiritual Woods»        | Hiroshi Watanabe                    | 2:12     |  |
| 11.            | «The Frightened Village» | Hiroshi Watanabe                    | 3:12     |  |
| 12.            | «Great Numbers Attack»   | Shinya Chikamori                    | 2:45     |  |
| 13.            | «Stormy Area»            | Yasushi Hasegawa                    | 2:05     |  |
| 14.            | «Brute Den»              | Tomoyo Nishimoto                    | 2:32     |  |
| 15.            | «Unidentified Enemy»     | Hiroshi Watanabe                    | 3:14     |  |
| 16.            | «The Nightmare»          | Tomoyo Nishimoto                    | 3:19     |  |
| 17.            | «Sad Flame»              | Shinya Chikamori                    | 2:03     |  |
| 18.            | «Samurai»                | Shinya Chikamori                    | 3:31     |  |
| 19.            | «Enmity By Apostles»     | Shinya Chikamori                    | 2:54     |  |
| 20.            | «Absolute»               | Shinya Chikamori                    | 3:28     |  |
| 21.            | «Martial Law»            | Shinya Chikamori                    | 3:22     |  |
| 22.            | «Sign-2»                 | Susumu Hirasawa                     | 3:45     |  |

## Merchandising
Dos lanzamientos se hicieron en Japón, un set llamado Branded Box Limited Edition que incluía una figura de acción de Guts creada por la famosa empresa japonesa Art of War y la versión más económica llamada Standard Edition. En Corea del Sur, la versión estándar sólo se podía pedir con pre-órdenes. Estos box set, tanto en Corea como en Japón, se publicaron el mismo día.
La banda sonora de Berserk para PS2 también se vendió por separado.